# Xysticus loeffleri
Xysticus loeffleri är en spindelart som beskrevs av Roewer 1955. Xysticus loeffleri ingår i släktet Xysticus och familjen krabbspindlar. Inga underarter finns listade i Catalogue of Life.